# Skjervøy
Skjervøy (en sami septentrional: Skiervvá) és un municipi situat al comtat de Troms, Noruega. Té 2,920 habitants (2016) i la seva superfície és de 473.00 km².